# Ixodina abyssinicus
Ixodina abyssinicus là một loài bọ cánh cứng trong họ Bọ hung (Scarabaeidae).